# Ирландия на «Евровидении-2007»
Выступление Ирландии на конкурсе песни Евровидение 2007, который проходил в столице Финляндии городе Хельсинки, стало 41-м выступлением на Евровидении в истории Ирландии. Страну представила группа «Dervish» с англоязычной песней «They Can’t Stop the Spring» (рус. Они не смогут остановить весну), заняв последнее 24 место с 5 очками от Албании.

## Исполнитель
Группа «Dervish» была основана в 1989 году и является одним из самых успешных и популярных исполнителей традиционной ирландской музыки. Они выступали на одной площадке с такими исполнителями, как Джеймс Браун, Buena Vista Social Club, Oasis и Стинг. Группа образована в западной Ирландии и состоит из шести человек: Кэти Джордан (вокалистка, бойран), Шэйн Митчелл (аккордеон), Лайам Келли (флейта), Майкл Холмс (бузуки), Брайан Мак Донах (мандолина) и Том Морроу (скрипка).

## Национальный отбор
Телекомпания RTÉ в середине ноября 2006 года объявила, что группа «Dervish» представит Ирландию на конкурсе песни Евровидение. Группа исполнит композицию, которая будет выбрана открытым голосованием. Авторам было дано время до 8 января на подачу потенциальных песен для рассмотрения жюри. Четыре лучших из них были исполнены «Дервишем» на специальном шоу 16 февраля, когда публика смогла выбрать песню, которую группа исполнит на Евровидении.
| № | Песня                        | Место |
| - | ---------------------------- | ----- |
| 1 | «The Thought of You»         | 4     |
| 2 | «Walk With Me»               | 3     |
| 3 | «Until We Meet Again»        | 2     |
| 4 | «They Can’t Stop the Spring» | 1     |

## Голосования
Ирландии самое большое (5) баллов дала  Албания.
| Голоса за ирландского исполнителя | Голоса за ирландского исполнителя |
| --------------------------------- | --------------------------------- |
| Оценка                            | Страны                            |
| 12                                | —                                 |
| 10                                | —                                 |
| 8                                 | —                                 |
| 7                                 | —                                 |
| 6                                 | —                                 |
| 5                                 | Албания                           |
| 4                                 | —                                 |
| 3                                 | —                                 |
| 2                                 | —                                 |
| 1                                 | —                                 |

| Голоса ирландских телезрителей | Голоса ирландских телезрителей |
| ------------------------------ | ------------------------------ |
| Оценка                         | Страна                         |
| 12                             | Литва                          |
| 10                             | Латвия                         |
| 8                              | Украина                        |
| 7                              | Великобритания                 |
| 6                              | Россия                         |
| 5                              | Венгрия                        |
| 4                              | Сербия                         |
| 3                              | Румыния                        |
| 2                              | Молдавия                       |
| 1                              | Грузия                         |